# 堀川理万子
堀川 理万子（ほりかわ りまこ、1965年〈昭和40年〉11月12日 - ）は、日本の画家、絵本作家、イラストレーター。日本文藝家協会会員。
代表的な著作2冊は、『海のアトリエ』（偕成社、2021年5月、ISBN 978-4-03-435160-4）および、初の幼年童話『アンニンちゃんとパオズ』（ポプラ社、2023年3月、ISBN 978-4-591-17721-1、※2024年時点）。

## 来歴
東京都杉並区生まれ、東京都渋谷区在住（2024年時点）。美術好きな両親の元に育つ。
東京藝術大学美術学部デザイン科を1989年に卒業後、同大学大学院（視覚デザイン専攻）に進み、1991年に修了する。修了制作「室内のための4つのテーマ 赤・青・白・黒」でサロン・ド・プランタン賞を受賞。銀座・和光、相模屋美術店などでタブローによる個展を多数開催した。
1994年3月刊行の『シロクマたちのダンス』（原題『Lat isbjörnarna dansa』、作：ウルフ・スタルク / 訳：菱木晃子 / 佑学社、ISBN 4-8416-0506-1 ）にて挿絵担当として絵本作家デビュー。2005年にストーリーも考えたオリジナル創作絵本第1作目『ぼくのシチュー、ままのシチュー』（2005年8月刊行、ハッピーオウル社、ISBN 4-902528-10-X ）を刊行。
2021年、『海のアトリエ』（偕成社）でBunkamuraドゥマゴ文学賞を、第31回目にして初の「絵本」より選出され受賞し（江國香織選考）、翌2022年、同書で第53回講談社絵本賞、第71回小学館児童出版文化賞受賞。
2023年、初の幼年童話『アンニンちゃんとパオズ』を刊行。
2024年、『ひみつだけど、話します』で第40回坪田譲治文学賞受賞。

## エピソード
緻密な表現が可能な、鉱物性の顔料と乳液状の糊（乳濁液）を練り合わせて絵の具を自作する「テンペラ」という技法で絵を描いている。
絶版になってしまった愛読書を古書店で発見すると買わずにいられず、同じ本を何冊も所蔵している。紙版と電子版の両方を購読しているので、本代が増えた気がすると綴っている。
元気のもとは、ペットの「メダカ」。旅行や取材出張を考え犬を飼うのを断念し、1週間ぐらい留守でも大丈夫で飼いやすいと水生動物の店員にお勧めされ購入した3匹のメダカが今や何千匹となり、里親探しが日常に。メダカ好きが高じて絵本『めだかの　おうち：MY RICE FISH』（『ちいさなかがくのとも』2019年8月号:JAN 4910061050899）を創作した事も。

## 著書
- 『ぼくのシチュー、ままのシチュー』ハッピーオウル社, 2005.8
- 『くまちゃんとおじさん、かわをゆく』ハッピーオウル社, 2006.8
- 『くまちゃんのふゆまつり』ハッピーオウル社, 2007.12
- 『あーちゃんのたんじょうび』偕成社, 2008.9
- 『おへやだいぼうけん』教育画劇, 2009.10
- 『げんくんのまちのおみせやさん』徳間書店, 2009.2
- 『権大納言とおどるきのこ 今昔物語絵本』偕成社, 2009.9
- 『きえた権大納言 今昔物語絵本』偕成社, 2010.9
- 『滝のむこうの国 今昔物語絵本』偕成社, 2012.2
- 『くだものと木の実いっぱい絵本』三輪正幸 監修. あすなろ書房, 2015.10
- 『童のおつかい (今昔物語絵本)』偕成社, 2015.3
- 『もののけの家 (今昔物語絵本)』偕成社, 2017.6
- 『身近なモチーフで始める水彩画 かたち・色・光と影3つのコツですぐ上手くなる』(はじめての描き方教室)誠文堂新光社, 2018.4
- 『おひなさまの平安生活えほん』あすなろ書房, 2020.2
- 『けしごむぽんいぬがわん』ひさかたチャイルド, 2020.7
- 『海のアトリエ』偕成社, 2021.5
- 『アンニンちゃんとパオズ』ポプラ社、2023.3
- 『ひみつだけど、話します』あかね書房, 2023.11